# Áine O'Gorman
Áine Marie O'Gorman (Wicklow, 13 maggio 1989) è una calciatrice irlandese, ala o attaccante del Shamrock Rovers.
Dal 2006 ha vestito la maglia della nazionale irlandese dalle giovanili fino alla nazionale maggiore, raggiungendo le 100 presenze prima di rinunciare alle convocazioni nel settembre 2018, decisione che in seguito modifica accettando di disputare le qualificazioni all'Europeo di Inghilterra 2022 per poi prendere definitivamente nel 2023.

## Carriera

### Club
O'Gorman inizia la sua carriera agonistica nel Stella Maris, società con sede a Drumcondra, un sobborgo di Dublino, mentre frequentava il Sallynoggin College e poi l'IT di Carlow grazie a borse di studio sportive. In quel periodo venne inserita in una selezione di college irlandesi che si è recata in Scozia per due partite amichevoli nell'aprile 2009, venendo inoltre selezionata per rappresentare la federcalcio del Leinster, una delle quattro province dell'Irlanda, contribuendo ad ottenere il titolo interprovinciale 2009..
Nell'estate di quell'anno decide di trasferirsi al Peamount United, disputando la stagione 2009-2010 nella Dublin Women's Soccer League, non ufficialmente, anche se de facto, il massimo livello dell'allora campionato irlandese femminile di calcio, e la FAI Women's Cup, dove nella finale dell'edizione 2010, il 25 luglio al Tolka Park di Dublino, è determinante nella conquista della Coppa, primo trofeo femminile conquistato dalla sua società, siglando una tripletta nella vittoria per 4-2 sulle avversarie del Salthill Devon.
O'Gorman ha anche giocato a calcio gaelico per il Bray Emmets e nel settembre 2010 ha aiutato il club a vincere il Wicklow Ladies Senior Football Championship, segnando quattro gol e due punti in finale.

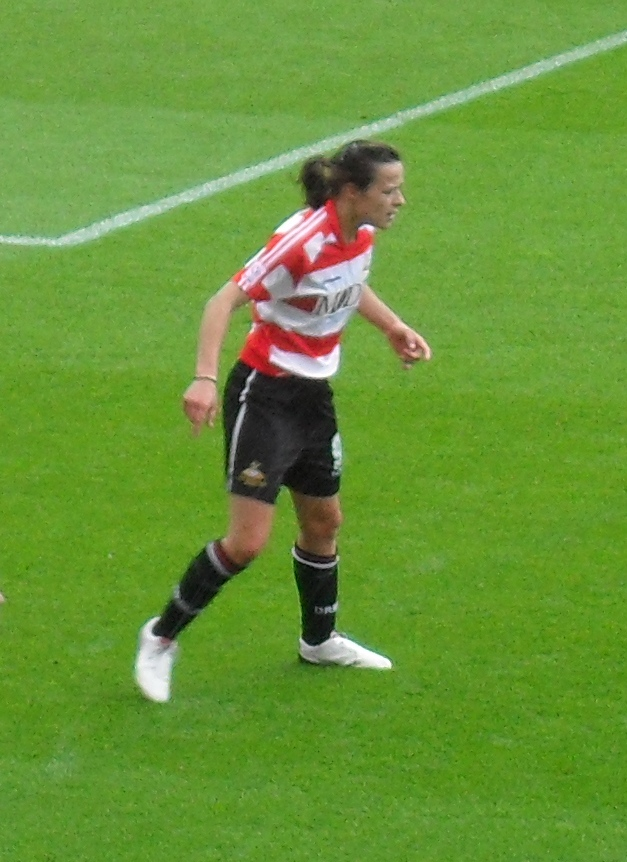
O'Gorman con la maglia del nel 2011.

Nell'ottobre 2010, dopo aver sostenuto un provino, coglie l'occasione per giocare per la prima volta in carriera in un campionato estero, firmando un contratto con il Doncaster Rovers Belles per disputare la prima stagione, quella 2011, del rinnovato campionato inglese di primo livello, la FA Women's Super League 1. fa il suo debutto con la maglia del club di Doncaster, nel South Yorkshire, nel marzo 2011, in occasione della vittoria in FA Women's Cup per 1-0 sulle avversarie del Chelsea.

### Nazionale
O'Gorman inizia a essere convocata dalla federcalcio irlandese per indossare le maglie delle giovanili Under-17 e Under-19.
Del 2006 è la sua prima convocazione con la nazionale maggiore, inserita nella rosa delle calciatrici che disputano l'Algarve Cup 2006 e dove debutta nell'ultima partita giocata dall'Irlanda al torneo, la finalina per il nono posto persa 4-0 con la Danimarca a Lagoa. Pur se solo sedicenne, da quel momento viene convocata con regolarità nella squadra senior, partecipando alle successive sessioni di qualificazione dell'Irlanda. Quando nell'ottobre 2010, all'età di 21 anni, ha firmato per Doncaster  O'Gorman aveva accumulato 38 presenze nella nazionale maggiore.
Nel settembre 2012 O'Gorman ha raggiunto le 50 presenze, nella vittoria per 2-0 nelle qualificazioni all'Europeo 2013 contro Israele allo stadio Ramat Gan. Il commissario tecnico Susan Ronan ha sperimentato schierando la versatile O'Gorman come terzino destro durante la fase di qualificazione nel gruppo 1 della zona UEFA al Mondiale di Canada 2015 senza successo, mentre a livello di club ha continuato a giocare nel reparto avanzato, dichiarando: "Sono felice di giocare come terzino destro se mi viene chiesto da Sue Ronan con la nazionale, ma mi vedo come un attaccante" (in inglese I am happy to play right-back if I'm asked by Sue Ronan with the national team but I see myself as a striker).
Nel maggio 2015, O'Gorman ha indossato la fascia di capitano per la prima volta, nella scoraggiante amichevole in trasferta contro i campioni del mondo degli Stati Uniti. Dopo che la partita è stata organizzata, si è scoperto che era al di fuori delle date designate dalla FIFA per le partite internazionali, di conseguenza il capitano regolare Emma Byrne non è stato rilasciato dal suo club inglese, l'Arsenal. L'Irlanda si è presa il merito della sconfitta per 3-0, con O'Gorman un "abile marshall" in difesa. Nel giugno 2016 O'Gorman ha segnato una tripletta nella vittoria dell'Irlanda per 9-0 sul Montenegro.
Nell'aprile 2017, O'Gorman faceva parte di una delegazione di 13 giocatori che si sono assicurati condizioni di lavoro sostanzialmente migliorate per le giocatrici della nazionale irlandese, a seguito di una disputa protratta con la Federcalcio irlandese. Arriva al traguardo della sua centesima presenza in nazionale nella sconfitta per 1-0 contro la Norvegia a Stavanger, che ha eliminato l'Irlanda dalla qualificazione al Mondiale di Francia 2019. Dopo le dichiarazioni di O'Gorman, che ha annunciato il suo ritiro dal calcio internazionale nel settembre 2018, questa sarebbe dovuta essere l'ultima sua partita con i colori dell'Irlanda, tuttavia il 5 marzo 2020 torna a indossare la maglia della sua nazionale, giocando l'incontro vinto per 1-0 contro la Grecia e valido per le qualificazioni all'Europeo di Inghilterra 2022.